# Schismus
Schismus é um género botânico pertencente à família Poaceae.